# Acidalia Planitia
Acidalia Planitia es una llanura de Marte. Se encuentra entre la provincia volcánica de Tharsis y Arabia Terra, ubicándose al norte de Valles Marineris y en torno a las coordenadas 49.8° N 339.3° E. La mayor parte de esta región se encuentra dentro del Cuadrángulo de Mare Acidalium, pero una pequeña parte pertenece al Cuadrángulo de Ismenius Lacus. La llanura contiene la famosa región de Cydonia, que se encuentra en una zona de contacto con territorios de mayor altitud densamente cubiertos de cráteres.
La llanura se llama así debido a una formación de albedo que aparece en un mapa de Giovanni Schiaparelli, la cual, a su vez, fue bautizada a partir de una referencia mitológica: la fuente Acidalia. Algunos lugares de Acidalia Planitia exhiben formaciones cónicas que algunos investigadores han sugerido que podrían ser volcanes de lodo.

## Quebradas
Las quebradas marcianas son redes pequeñas y pronunciadas de canales angostos junto con los depósitos de sedimentos asociados a las mismas y que se acumulan ladera abajo. Se llaman de esta manera debido a su parecido con las quebradas de la Tierra. Fueron descubiertas a partir de imágenes de la sonda Mars Global Surveyor y suelen encontrarse en laderas pronunciadas, especialmente en las paredes de los cráteres. Normalmente cada quebrada consta de una formación dendrítica en su cabecera, un delta en forma de abanico en su base y un canal hundido que conecta a ambos, lo cual resulta en un conjunto que asemeja la forma aproximada de un reloj de arena. Se cree que se trata de formaciones relativamente recientes porque presentan pocos cráteres o ninguno. Se puede encontrar una subclase de estas quebradas en las dunas de arena que, a su vez, se consideran bastante recientes. Debido a su forma, aspecto, posición y ubicación entre formaciones que se cree que son ricas en hielo de agua, así como su presunta interacción con las mismas, muchos investigadores estimaron que el agua líquida participó en la formación de estas quebradas. No obstante, se sigue investigando activamente este asunto. 

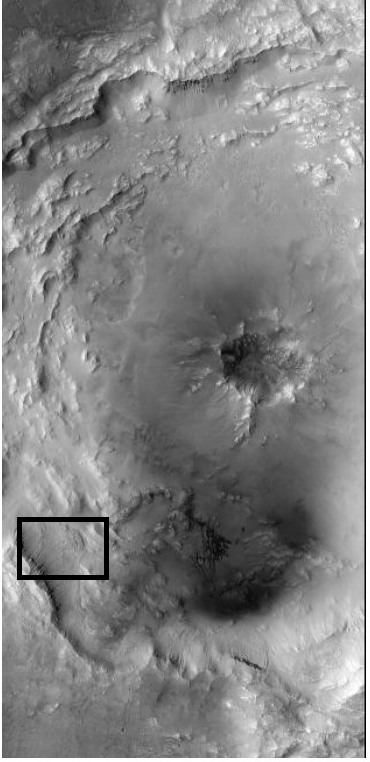
Contexto de la siguiente imagen del cráter Bamberg. El rectángulo muestra de dónde se toma la imagen siguiente. Esta es una imagen CTX de la Mars Reconnaissnce Orbiter.
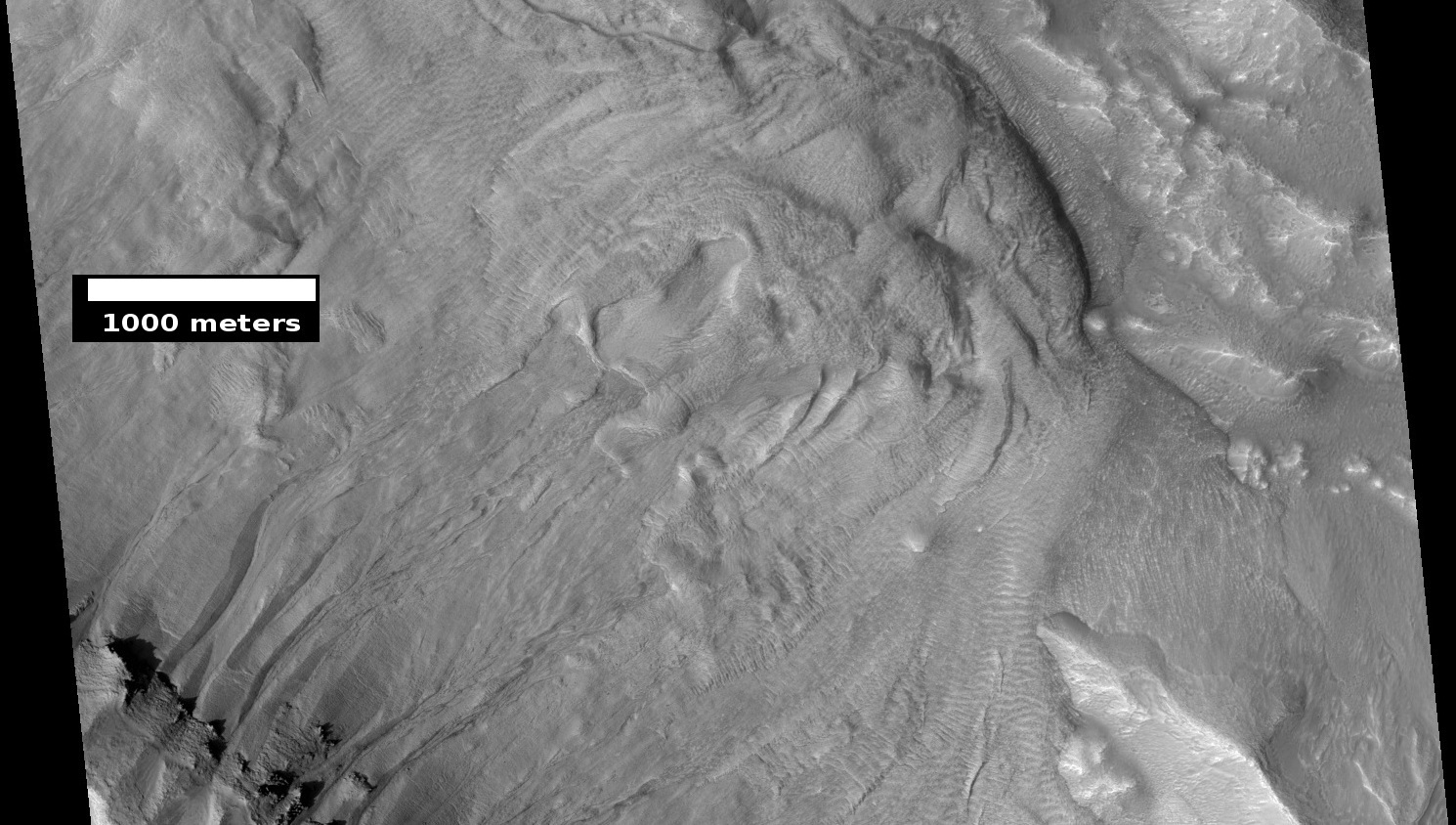
Quebradas y grandes flujos de materiales vistos desde el HiRISE bajo el programa HiWish. Se amplían las quebradas en las siguientes dos imágenes. La ubicación es el cráter Bamberg.
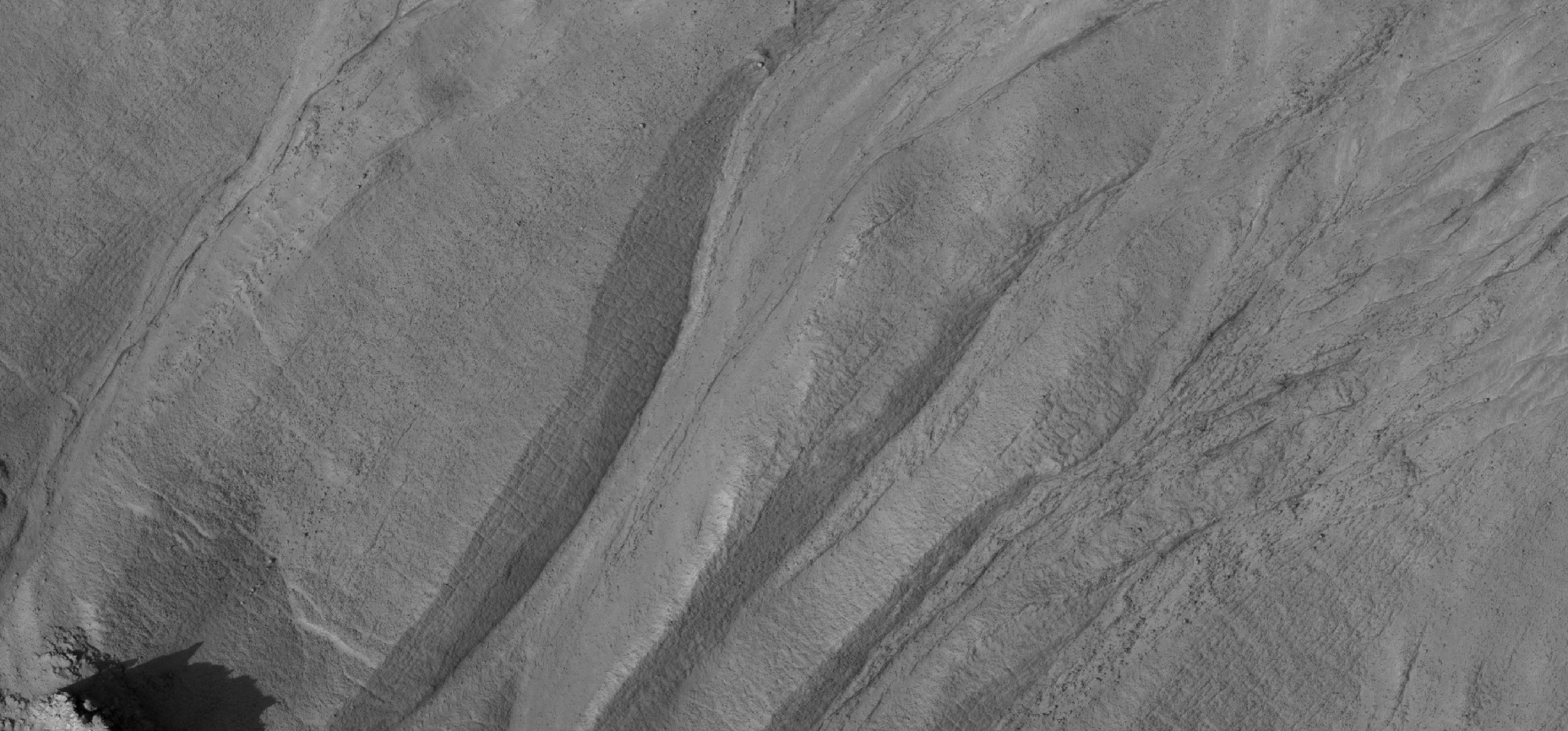
Detalle de algunas quebradas vistas desde el HiRISE bajo el programa HiWish.
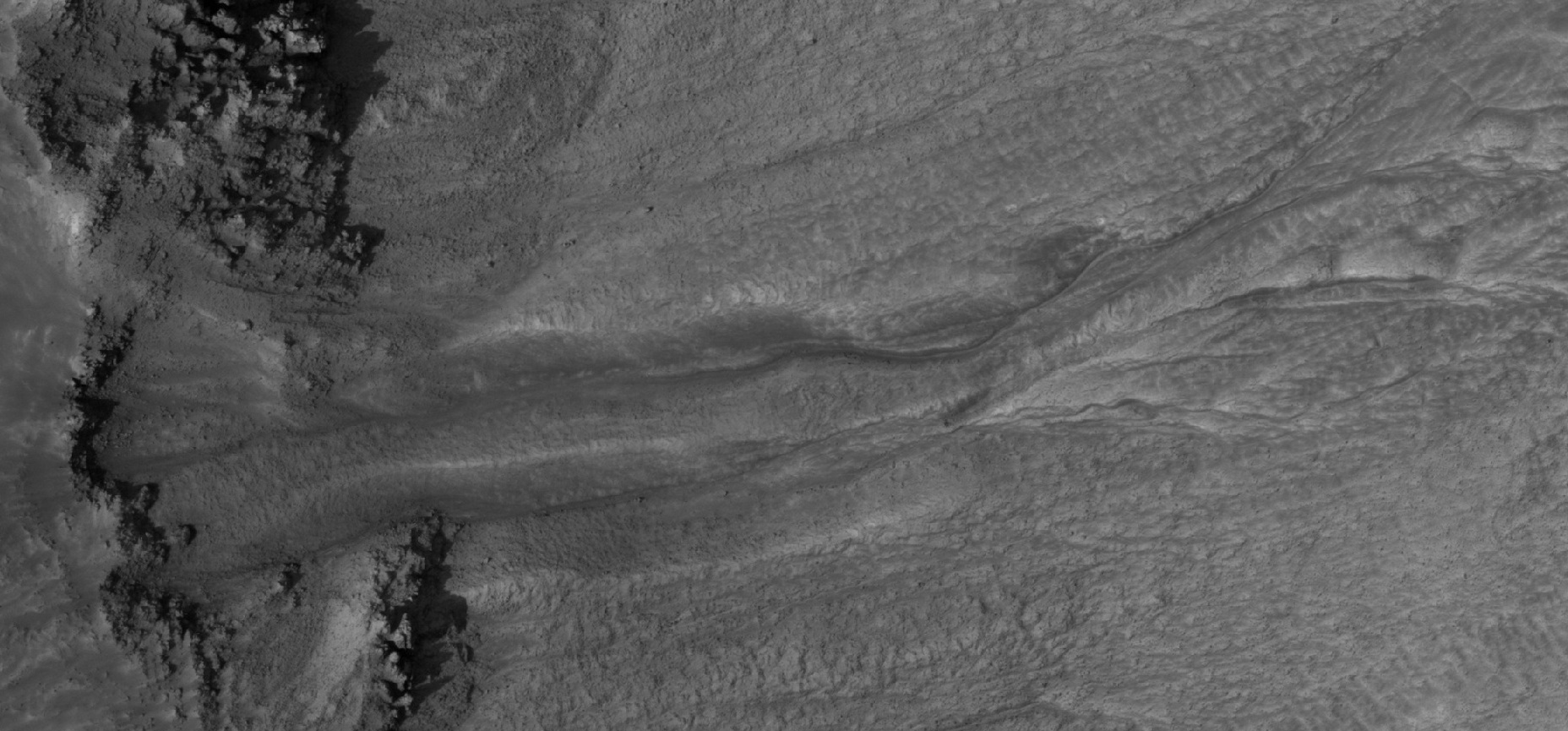
Detalle de otra quebrada en la misma imagen de HiRISE. Imagen obtenida bajo el programa HiWish.
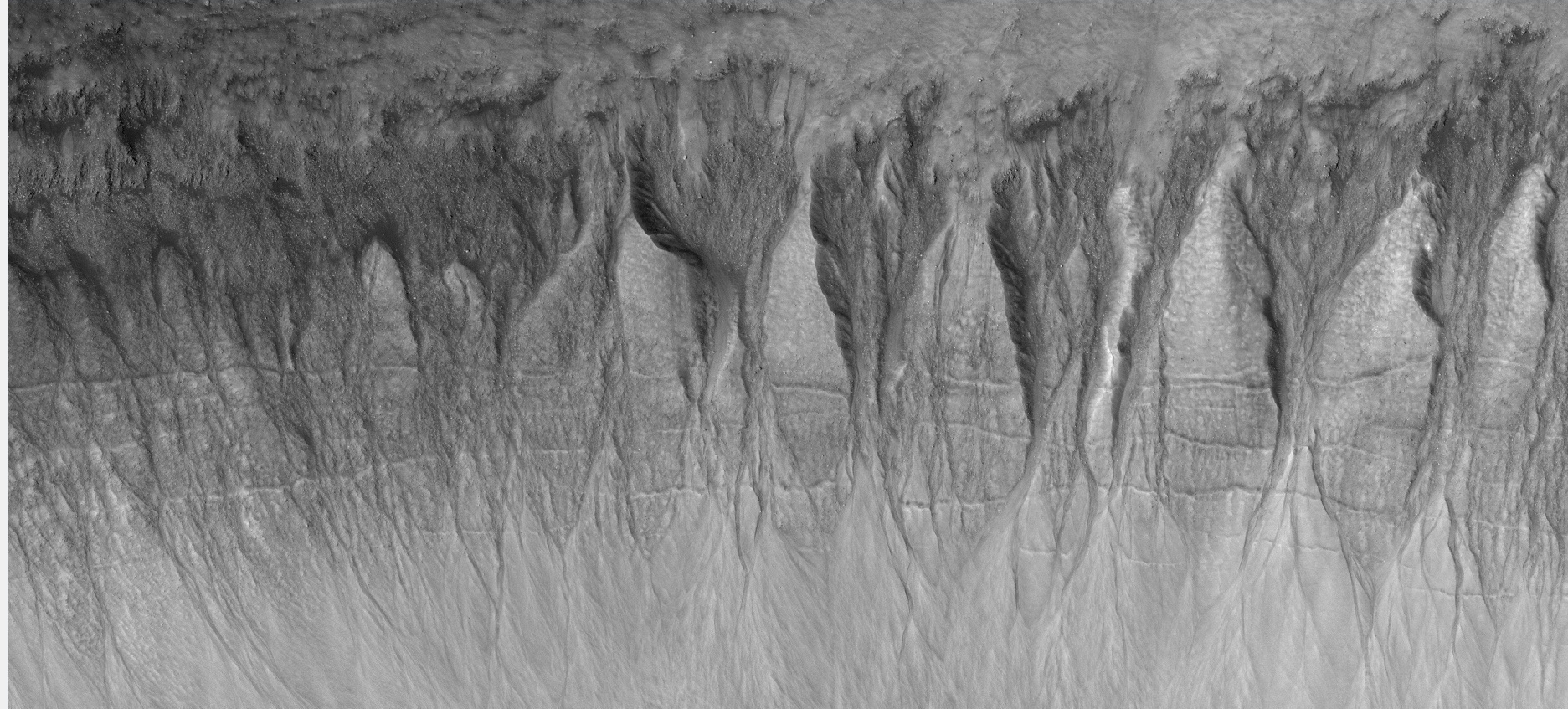
Quebradas vistas desde el HiRISE bajo el programa HiWish.
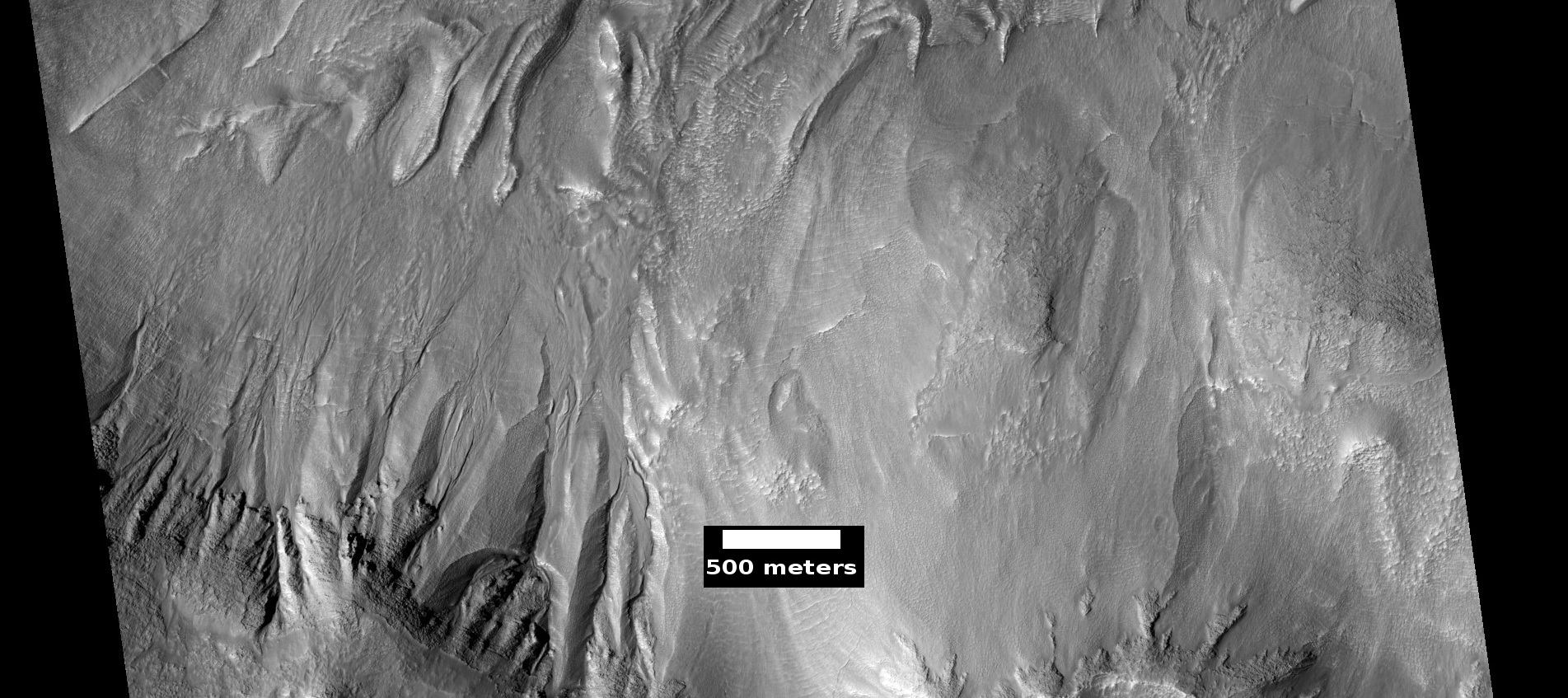
Quebradas en un cráter vistas desde el HiRISE bajo el programa HiWish.
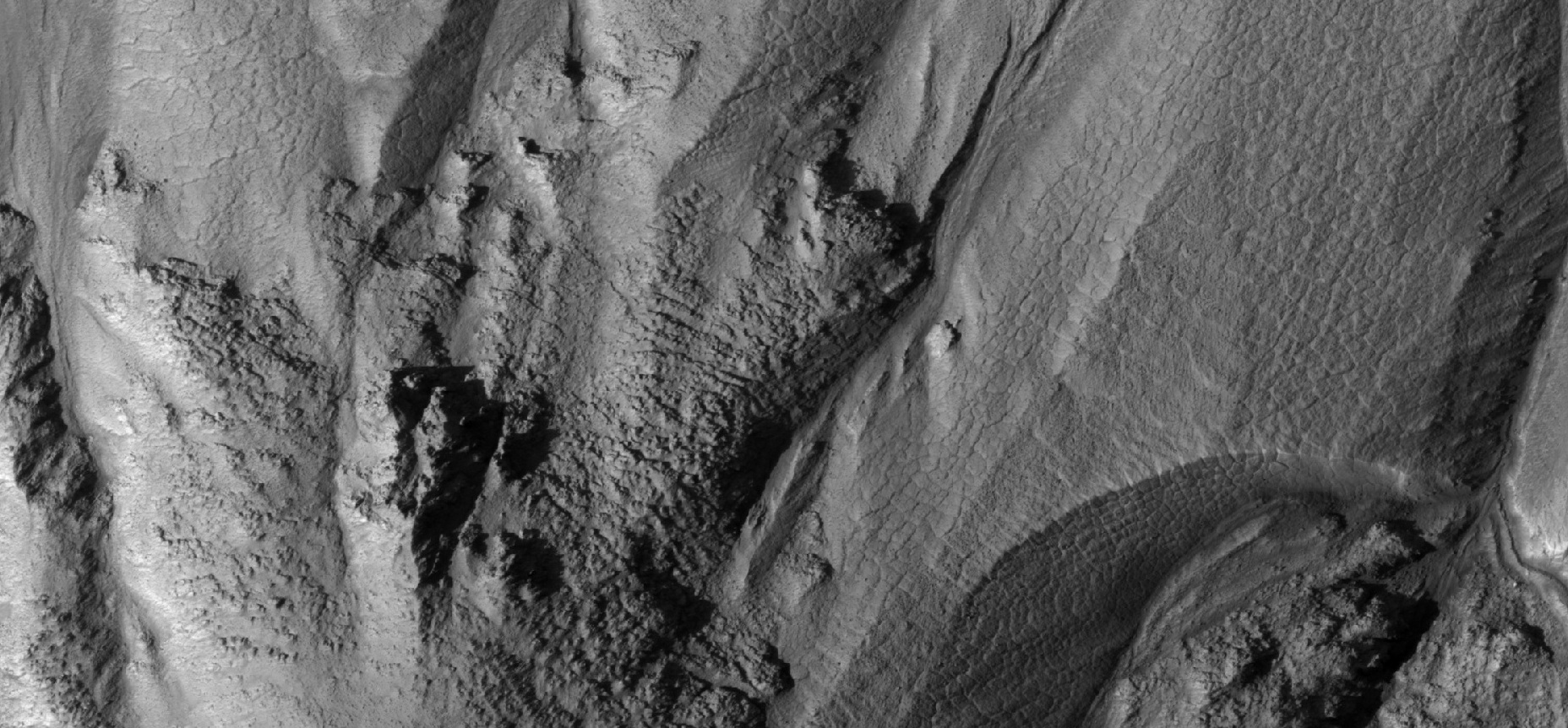
Detalle de las quebradas en un cráter de la imagen anterior. Imagen obtenida desde el HiRISE bajo el programa HiWish. Se ven fácilmente los polígonos; se cree que son produnto de la congelación y fusión de hielo que se encuentra en el suelo.
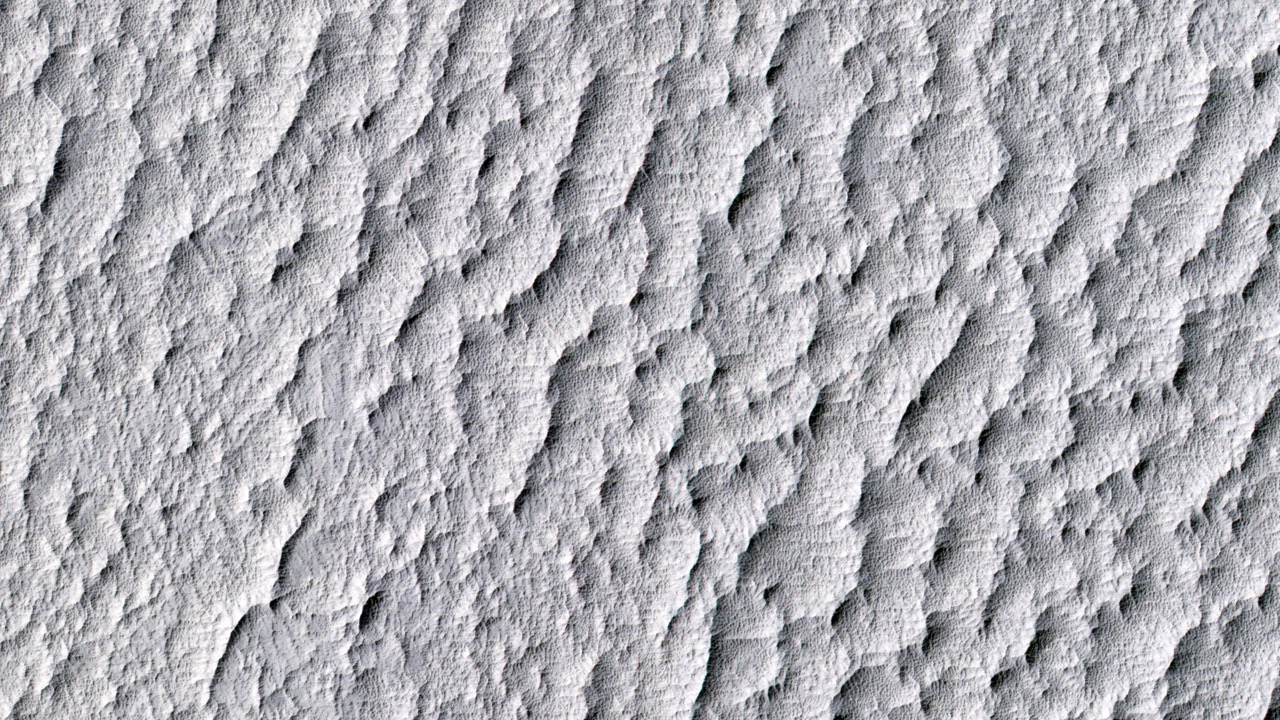
The Martian (2015 film) - Misión Ares III - Lugar de amartizaje (región de Acidalia Planitia).
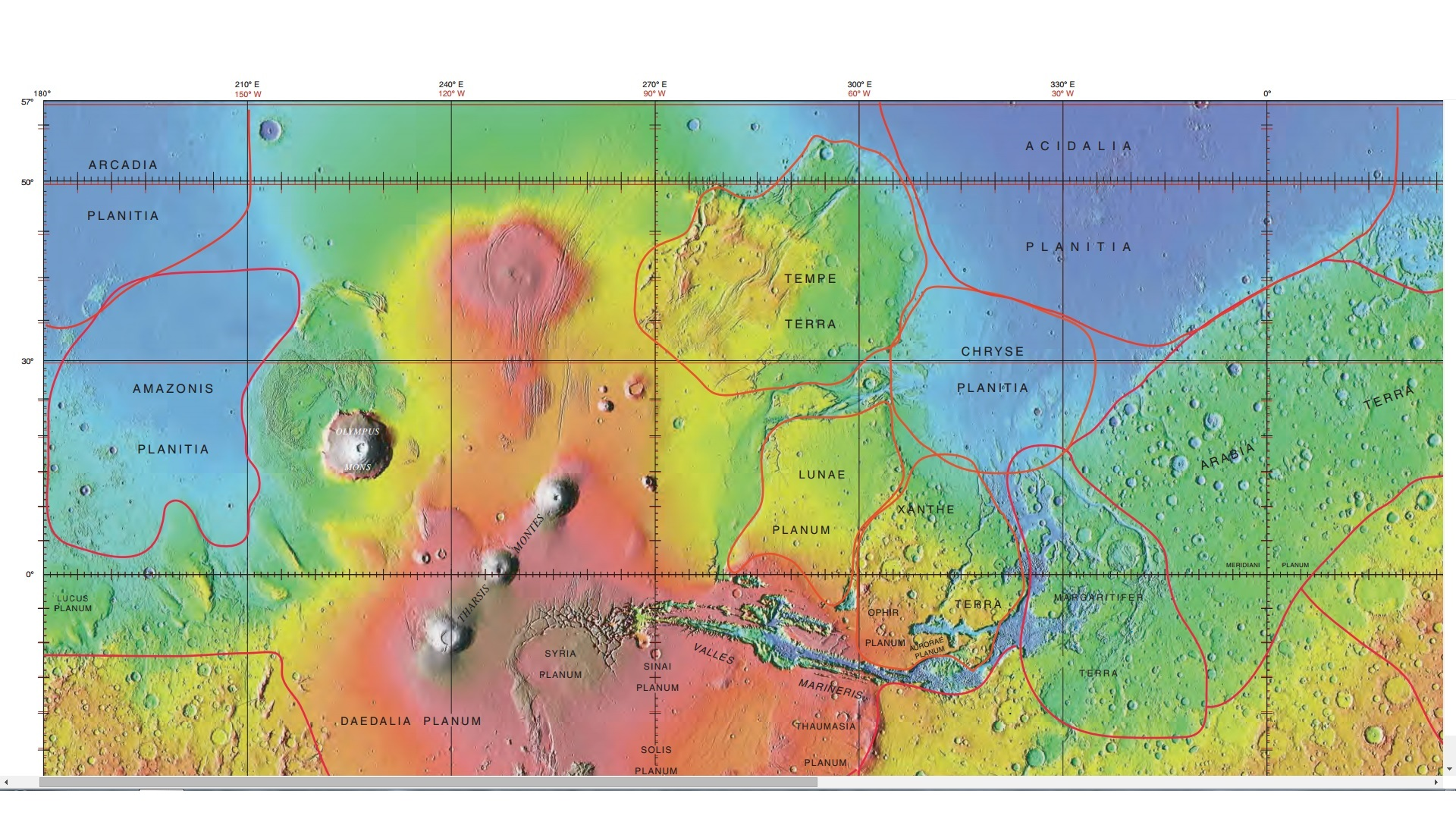
Mapa MOLA que muestra los límites de Acidalia Planitia y otras regiones.
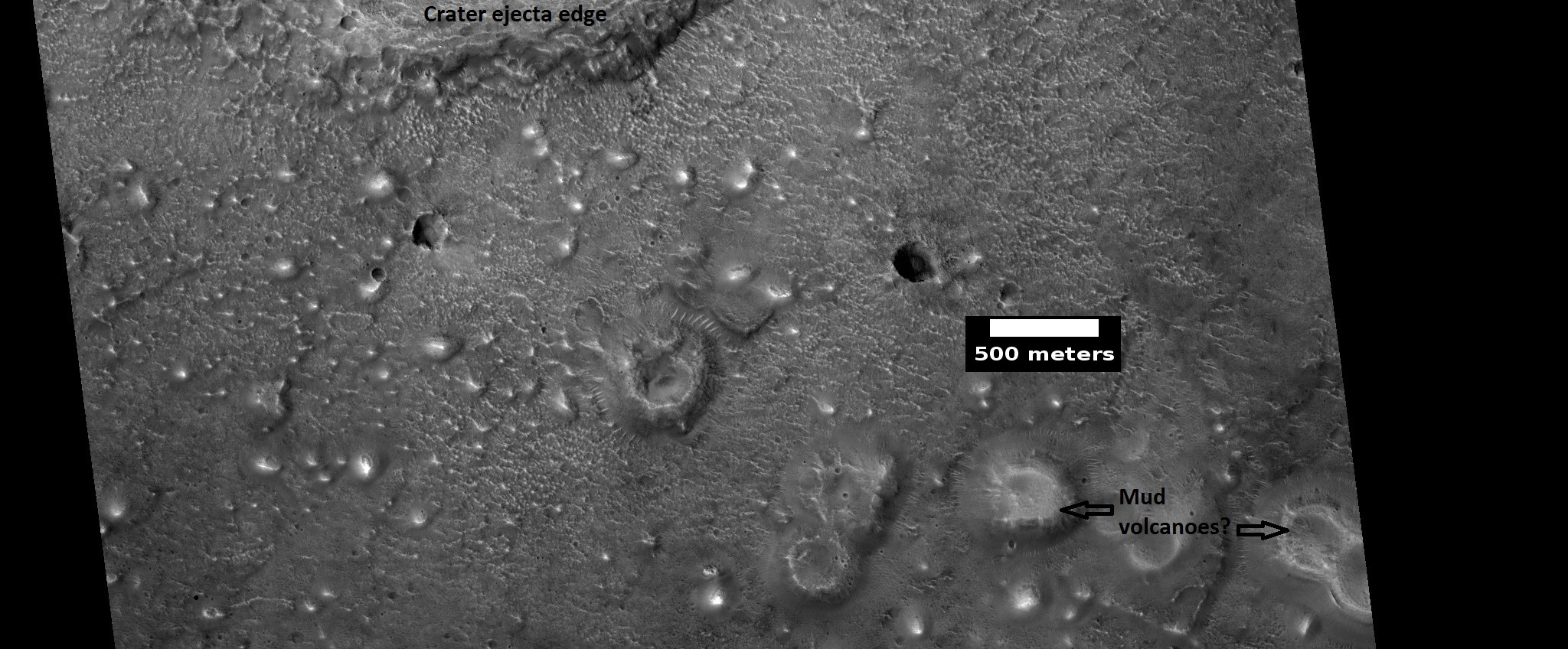
Posibles volcanes de lodo situados cercanos al borde del eyecta de cráter cercano vistos desde el HiRISE bajo el programa HiWish.
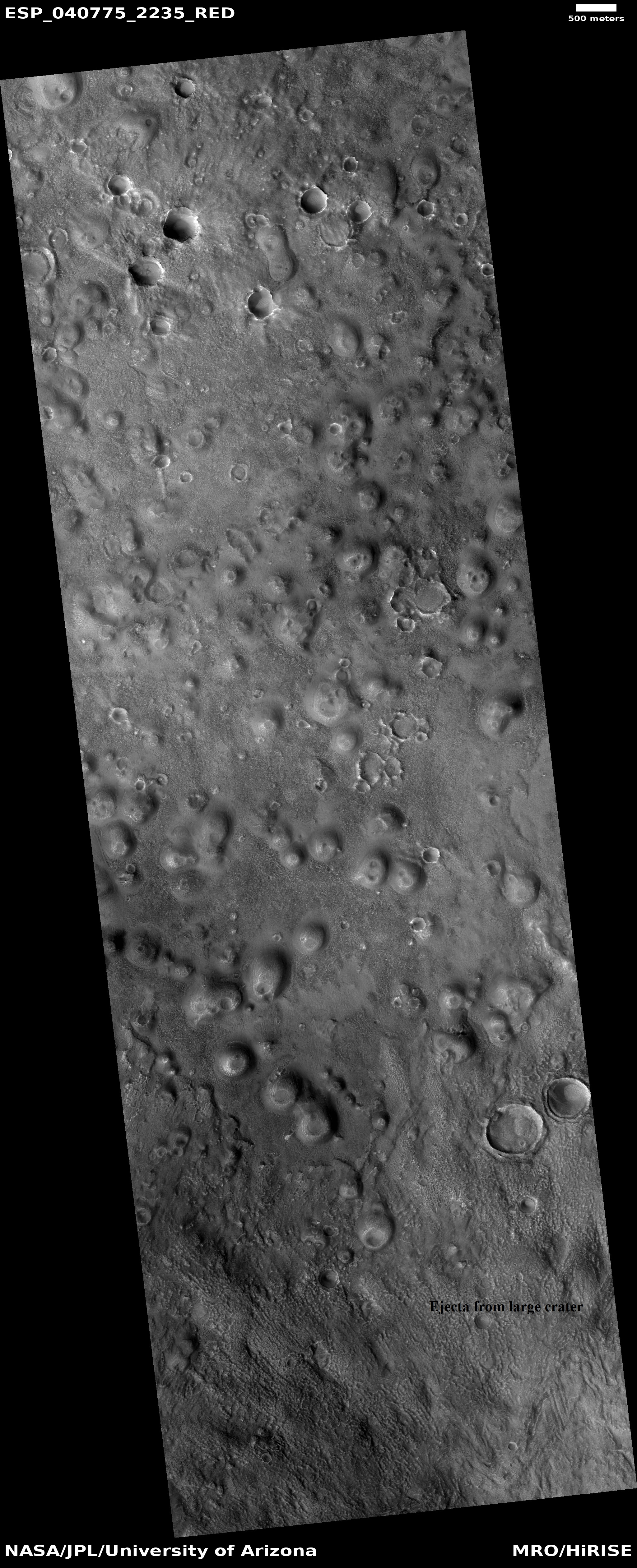
Extenso campo de conos que podrían ser volcanes de lodo vistos desde el HiRISE bajo el programa HiWish.
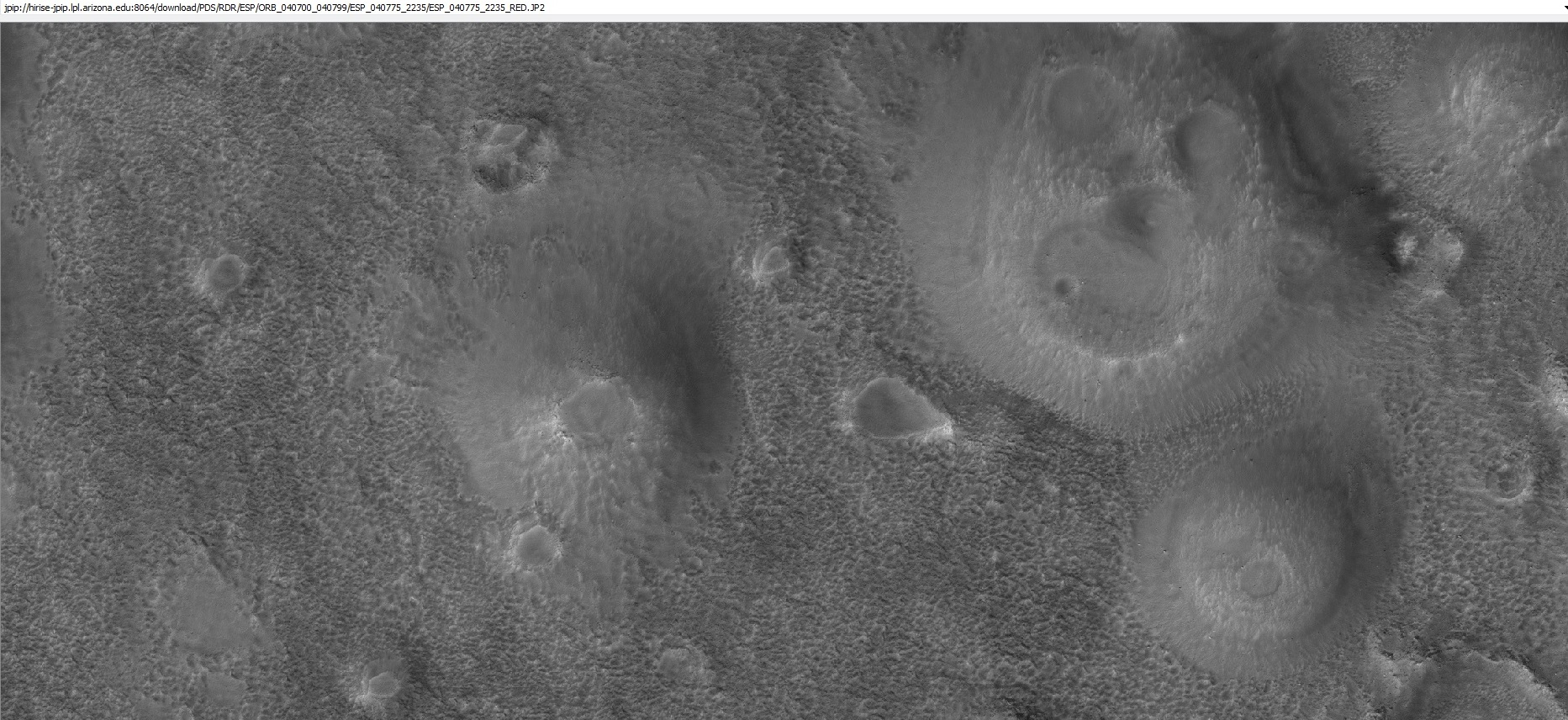
Detalle de posibles volcanes de lodo vistos desde el HiRISE bajo el programa HiWish. Nota: esta es una ampliación de la imagen previa.

## En la cultura popular
En la novela El marciano de Andy Weir y su correspondiente adaptación cinematográfica en 2015, Acidalia Planitia es el lugar de amartizaje de la misión Ares 3 donde el protagonista queda abandonado a su suerte a raíz de una enorme tormenta.